# ГЭС Бахтиари
ГЭС Бахтиари — арочная плотина и ГЭС, в настоящее время строящиеся на реке Бахтиари в горах Загрос на границе провинций Лорестан и Хузестан, Иран. Плановая высота плотины — 325 м, после завершения строительства она станет самой высокой плотиной в мире и вторым по величине водохранилищем в Иране после водохранилища Кархех. Основное назначение плотины — производство гидроэлектроэнергии, мощностью ГЭС — 1500 МВт. Ожидается, что за счет улавливания наносов плотина продлит срок службы плотины Дез, расположенной в 50 км ниже по течению.

## Предыстория
Предварительные исследования плотины начались в 1996 году и были выполнены компанией Mahab Qods Consulting Engineers. Исследования проводились в течение 33 месяцев, и в марте 2000 года результаты были переданы компании Iran Water & Power Resources Development Co (IWPCO). В мае 2005 года IWPCO избрала в качестве консультантов по проекту компании Moshanir Consulting Engineers, Dezab Consulting Engineers, Econo-Electrowatt/Boyri and Stucky Pars Consulting Engineers. 30 апреля 2007 года контракт на строительство был заключен с китайской компанией Sinohydro Corporation. Контракт стоимостью 2 млрд долл. должен был финансироваться за счет прямых инвестиций из Китая. Sinohydro подписала 118-месячный контракт 15 марта 2011 года и, как ожидается, будет работать с иранской компанией Farab. Однако иранское правительство отклонило предложение Sinohydro в конце мая 2012 года и передало проект Хатам-аль-Анбия (KAA), которая контролируется Корпусом стражей исламской революции. Командующий КАА объявил 19 декабря 2012 года, что началось строительство плотины с подъездными дорогами, ведущими к месту строительства. 25 марта 2013 года президент Ирана Махмуд Ахмадинежад присутствовал на церемонии закладки фундамента плотины.

## Строительство
Во время строительства в общей сложности будет построено шесть мостов для поддержки рабочих, транспортных средств и оборудования в дополнение к различным подъездным дорогам. Для отвода реки у левого устоя плотины будут построены два туннеля длиной 1151 и 1180 м с пропускной способностью 2090 и 1680 куб. м/с соответственно. Также будут построены два бетонных коффердама. Коффердам выше по течению будет высотой 51 м, ниже по течению — 25 м. Материал для строительства дамбы, в том числе заполнитель, будет получен из трёх карьеров, находящихся в этом районе.

## Конструкция
Длинная арочная плотина переменного радиуса Бахтиари будет иметь высоту 325 м и длину 434 м. Ширина на гребне — 10 м, в основании — 30 м. Объём плотины — 3,1 млн м³. Водохранилище будет иметь нормальную емкость 4,845 км³ при активной или полезной ёмкости 3,07 км³. Нормальная отметка поверхности водохранилища — 830 м, площадь поверхности — 58,7 км², максимальная ширина — 1 км, длина — 59 км. Площадь водосбора составит 6288 км².
На плотине планируется проложить два водосброса. Основной водосброс диаметром 11 м в правом устое с двумя затворами. Пропускная способность водосброса составит 5830 куб.м/с Второй водосброс будет представлять собой два радиальных затвора на устье плотины с пропускной способностью 1510 куб. м/c. Электростанция плотины будет расположена под землей у левого устоя. Её длина составит 161 м, высота — 64 м, ширина — 24 м. На ГЭС будут установлены 6 вертикальных радиально-осевых турбин мощностью по 250 МВт. По пути к станции вода проходит по шести затворам длиной 51 м. К затворам вода подаётся по подводящим тоннелям длиной 504 м с тремя водозаборами.